# 今宿道路
今宿道路（いまじゅくどうろ）は、福岡県の福岡市西区から糸島市に至る、全長約23 km（キロメートル）の高規格幹線道路である。自専部（国道497号）と一般部（国道202号）とで構成される。専用部は未供用区間を除き福岡県道路公社が管理する一般有料道路福岡前原有料道路であり、西九州自動車道の一部を構成する。一般部は今宿バイパスとも呼ばれ、起点からバイパス青木交差点までは今宿新道の愛称が付けられている。

## 概要
福岡市から唐津市方面へ向かう従来の国道202号（唐津街道）が糸島半島部分を除いておおむね玄界灘に沿っているのに対し、新たに整備される本道路は南の内陸側を通っている。起点から二丈IC（仮称）については自動車専用道路部（本線：国道497号）と一般道路部（側道：国道202号）を整備し、二丈ICから終点については、専用部の整備は行わず、アクセスコントロールされた準自専道として一般部を整備する予定となっている。

## 路線データ
- 起点 : 福岡県福岡市西区拾六町
- 終点 : 福岡県糸島市二丈福井
- 全長 : 23.3 km

### 専用部
福岡市西区拾六町 - 福岡市西区周船寺 (6.5 km)
- 規格 : 第1種第3級
- 設計速度 : 80 km/h
- 道路幅員 : 19.75 m
- 車線幅員 : 3.5 m
- 車線数 : 4車線

福岡市西区周船寺 - 糸島市東 (8.0 km)
- 規格 : 第1種第2級
- 設計速度 : 100 km/h
- 道路幅員 : 22.0 m
- 車線幅員 : 3.5 m
- 車線数 : 4車線

糸島市東 - 糸島市二丈上深江 (3.0 km)
- 規格 : 第1種第2級
- 設計速度 : 100 km/h
- 道路幅員 : 23.5 m
- 車線幅員 : 3.5 m
- 車線数 : 4車線

上記のうち、福岡市西区拾六町（福重JCT） - 糸島市東（東交差点（暫定出入口））間延長14.5 kmが福岡前原有料道路として供用されている。
糸島市東 - 糸島市二丈上深江間3.0 kmは整備されておらず、現状は糸島市東（東交差点）にて自専部が高架から平面に降りる形でそのまま一般部に繋がっている。計画では糸島市東から平面構造にて自専部と一般部がそれぞれが整備され、自専部の終点となる糸島市二丈上深江にインターチェンジ（二丈IC（仮称））が設置される予定。糸島市二丈上深江から先は一般部のみの整備となる。

### 一般部
福岡市西区拾六町 - 糸島市多久 (12.4 km)
- 規格 : 第4種第1級
- 設計速度 : 60 km/h
- 道路幅員 : 40.0 - 51.5 m
- 車線幅員 : 3.25 m
- 車線数 : 4車線

糸島市多久 - 糸島市二丈福井 (10.9 km)
- 規格 : 第3種第2級
- 設計速度 : 60 km/h
- 道路幅員 : 16.75 - 42.0 m
- 車線幅員 : 3.25 m
- 車線数 : 2車線 - 4車線

上記のうち福岡市西区拾六町 - 糸島市多久の12.4kmと、糸島市多久 - 糸島市真方の1.6 kmは計画通りに4車線又は2車線が完成し供用されている。
糸島市真方から糸島市二丈上深江までの3.5kmは、計画では自専部4車線を中央に挟む形で一般部2車線が整備されることとなっているが、現状は自専部が整備されておらず、暫定的に一般部として4車線が供用されている。また、糸島市二丈上深江から糸島市二丈福井までの5.8kmは二丈浜玉道路と同規格にて整備済みの国道202号国土交通省管理区間（暫定2車線供用）であり、アクセスコントロールされた準自専道として完成4車線で整備する予定。

## 主な接続道路

### 自専部
- IC番号欄の背景色が■である部分については道路が供用済みの区間を示している。また、施設名欄の背景色が■である部分は施設が供用されていない、または完成していないことを示す。未開通区間の名称は仮称。
- 路線名の特記がないものは市町道。

| IC 番号                                      | 施設名                 | 接続路線名                                          | 福重から (km)  | 備考                 | 所在地      |
| -------------------------------------------- | ---------------------- | --------------------------------------------------- | -------------- | -------------------- | ----------- |
|                                              | 福重JCT                | 福岡高速環状線                                      | 0.0            |                      | 福岡市 西区 |
|                                              | 拾六町IC               | 国道202号（今宿新道・今宿バイパス）                 | 0.8            | 佐世保方面入口       | 福岡市 西区 |
| 2.0                                          | 拾六町IC               | 国道202号（今宿新道・今宿バイパス）                 | 佐世保方面出口 |                      | 福岡市 西区 |
| -                                            | 福岡西TB/PA            | -                                                   | 2.1            |                      | 福岡市 西区 |
|                                              | 今宿IC                 | 国道202号（今宿バイパス）                           | 3.5            | 福岡方面出入口のみ   | 福岡市 西区 |
|                                              | 周船寺IC               | 国道202号（今宿バイパス）                           | 6.6            | 佐世保方面出入口のみ | 福岡市 西区 |
| -                                            | 前原TB                 | -                                                   | 12.1           |                      | 糸島市      |
|                                              | 前原IC                 | 国道202号（今宿バイパス）（間接接続）               | 12.6           | 福岡方面出入口のみ   | 糸島市      |
|                                              | 暫定出入口（東交差点） | 国道202号（今宿バイパス） 県道573号本加布里停車場線 | 14.2           |                      | 糸島市      |
| -                                            | 二丈IC                 | 県道49号大野城二丈線                                |                | 事業中               | 糸島市      |
| 計画中 国道202号二丈浜玉道路（当面活用区間） |                        |                                                     |                |                      |             |

### 一般部
| 交差する道路                                          | 交差する道路                                          | 交差する場所 | 交差する場所 | 堅粕から (km) | 備考                     |
| ----------------------------------------------------- | ----------------------------------------------------- | ------------ | ------------ | ------------- | ------------------------ |
| 国道202号（今宿新道）天神・六本松方面                 |                                                       |              |              |               |                          |
| 県道560号都地姪浜線 （下山門通り）                    | 国道202号福岡外環状道路（平成外環通り） 月隈方面      | 外環西口     | 福岡市 西区  |               |                          |
| 西九州自動車道（国道497号）拾六町IC                   |                                                       |              | 福岡市 西区  |               |                          |
| 西九州自動車道（国道497号）今宿IC                     | 西九州自動車道（国道497号）今宿IC                     | 今宿谷       | 福岡市 西区  |               | 福岡方面出入口           |
|                                                       | 県道561号周船寺有田線                                 | 今宿谷       | 福岡市 西区  |               |                          |
| 国道202号                                             |                                                       | 今宿大塚     | 福岡市 西区  |               |                          |
|                                                       | 県道561号周船寺有田線                                 |              | 福岡市 西区  |               |                          |
|                                                       | 県道561号周船寺有田線                                 | 徳永東       | 福岡市 西区  |               |                          |
| 西九州自動車道（国道497号）周船寺IC                   | 西九州自動車道（国道497号）周船寺IC                   |              | 福岡市 西区  |               | 前原方面出入口           |
| 県道56号福岡早良大野城線                              | 県道56号福岡早良大野城線                              | 飯氏         | 福岡市 西区  |               |                          |
| 県道563号瑞梅寺池田線                                 | 県道563号瑞梅寺池田線                                 | 波多江       | 糸島市       |               |                          |
| 県道564号雷山前原線                                   | 県道564号雷山前原線                                   | 有田中央     | 糸島市       |               |                          |
| 西九州自動車道（国道497号）前原IC                     | 西九州自動車道（国道497号）前原IC                     |              | 糸島市       |               | 福岡方面出入口、間接接続 |
| 県道12号前原富士線                                    | 県道12号前原富士線                                    | 真方         | 糸島市       |               |                          |
| 西九州自動車道（国道497号） 県道573号本加布里停車場線 | 西九州自動車道（国道497号） 県道573号本加布里停車場線 | 東           | 糸島市       |               | 西九州道は暫定出入口     |
| 県道572号波呂神在線                                   | 県道572号波呂神在線                                   | 波呂北       | 糸島市       |               |                          |
| 県道49号大野城二丈線                                  | 県道49号大野城二丈線                                  | 上深江       | 糸島市       |               |                          |
| 県道49号大野城二丈線                                  | 県道49号大野城二丈線                                  | 深江ランプ   | 糸島市       |               |                          |
| 国道202号二丈浜玉道路（かもめロード）伊万里・唐津方面 |                                                       |              |              |               |                          |

## 沿革
- 1970年度（昭和45年度） - 今宿バイパスとして事業化（福岡市西区拾六町 - 二丈町大字福井（現・糸島市二丈福井））
- 1975年度（昭和50年度） - 一般部 起点 - 十郎川間 (0.7 km) 暫定2車線供用
- 1977年度（昭和52年度） - 一般部 十郎川 - 高崎交差点間 (1.2 km) 暫定2車線供用
- 1980年度（昭和55年度） - 一般部 高崎交差点 - バイパス青木交差点間 (0.7 km) 暫定2車線供用
- 1983年度（昭和58年度）
  - 一般部 波呂北交差点 - 二丈町大字福井間 (7.3 km) 暫定2車線供用。二丈浜玉有料道路と接続
  - 一般部 波多江交差点 - 有田東交差点間 (1.2 km) 暫定2車線供用
- 1984年度（昭和59年度） - 一般部 バイパス青木交差点 - 今宿大塚交差点間 (0.7 km) 暫定2車線供用
- 1985年度（昭和60年度） - 一般部 起点 - 十郎川間 (0.8 km) 完成4車線供用
- 1986年度（昭和61年度） - 一般部 十郎川 - 団地入口交差点間 (0.6 km) 完成4車線供用
- 1988年度（昭和63年度）
  - 今宿道路として事業化（福岡市西区拾六町 - 二丈町大字福井）
  - 一般部 真方交差点 - 波呂北交差点間 (2.2 km) 暫定2車線供用
- 1989年度（平成元年度） - 一般部 今宿大塚交差点 - 徳永交差点間 (1.4 km) 暫定2車線供用
- 1990年度（平成2年度）- 一般部 徳永交差点 - 飯氏交差点間 (1.6 km) 暫定2車線供用
- 1992年度（平成4年度）
  - 福岡市域の都市計画を変更（起点 - 福岡市境）
  - 自専部 周船寺IC - 前原市東（現・糸島市東）間 (8.0 km) 暫定2車線供用
  - 一般部 飯氏交差点 - 波多江交差点間 (1.7 km) 暫定2車線供用
  - 一般部 有田東交差点 - 有田西交差点間 (0.7 km) 暫定2車線供用。これにより起点から終点まで一般部と自専部を乗り継いで通行可能に
- 1998年度（平成10年度） - 自専部 福岡西料金所 - 周船寺IC間 (4.6 km) 完成4車線供用
- 2000年度（平成12年度） - 自専部 拾六町ONランプ - 福岡西料金所間 (1.2 km) 下り線2車線供用
- 2001年度（平成13年度）
  - 前原市・二丈町域（現・糸島市域）の都市計画変更（福岡市境 - 二丈IC、自専部4車線、一般部2 - 4車線）
  - 自専部 福岡高速1号線 - 福岡西料金所間 (1.9 km) 完成4車線供用。これにより福岡高速道路と接続
- 2002年度（平成14年度） - 一般部 団地入口交差点 - 高崎交差点間 (0.5 km) 完成4車線供用
- 2003年度（平成15年度）
  - 自専部 周船寺IC - 前原市東間 (8.0 km) 完成4車線供用
  - 一般部 高崎交差点 - 周船寺IC間 (4.6 km) 完成4車線供用
- 2004年度（平成16年度） - 一般部 真方交差点 - 上深江交差点間 (3.5 km) 完成4車線供用
- 2006年度（平成18年度） - 一般部 周船寺IC - 飯氏交差点間 (1.1 km) 完成4車線供用[2]
- 2011年（平成23年）2月26日 - 福岡高速5号線 野芥出入口 - 福重JCT間開通に伴い、福岡高速5号線と接続[3]
- 2013年（平成25年）4月19日 - 一般部 飯氏交差点 - 波多江交差点間 (1.7 km) 完成4車線供用[4]
- 2014年度（平成26年度） - 一般部 波多江交差点 - 有田中央交差点間 (2.2 km) 完成4車線供用[5]
- 2019年（平成31年）1月27日 - 一般部 有田中央交差点 - 真方交差点間（3.0 km）開通[6]。

## 交通量
2005年度（平成17年度道路交通センサスより）
平日24時間交通量（台）
- 福岡市西区今宿青木 : 41,532